# Ненгоненго
Ненгоненго (фр. Nengonengo) — атолл в архипелаге Туамоту (Французская Полинезия). Расположен в 790 км к востоку от острова Таити.

## География
Общая площадь суши составляет около 9 км².

## История
Ненгоненго был открыт в 1767 году Самьюэлем Уоллисом, назвавшим его островом Принца Уильяма Генри.

## Административное деление
Административно является частью коммуны Хао.

## Население
В 2007 году атолл был необитаем.